# 루이즈 크롬웰 브룩스
루이즈 크롬웰 브룩스(Louise Cromwell Brooks, 1890년 9월 24일 ~ 1965년 5월 30일)는 미국의 사교계 인사이자 배우이다. 

## 생애
그녀는 미국 육군 원수를 지낸 미국 군인 겸 정치인이며 사회운동가였던 더글러스 맥아더(Douglas MacArthur)의 첫 번째 부인이었다. 
1910년 3월에 워싱턴 D.C.에서 무용가로 첫 데뷔하였고 이듬해 1911년 1월에 뉴욕 시티에서 연극배우 데뷔한 그녀는 평생 결혼을 4번 하였고 이혼을 3번 하였다. 그 가운데에서 더글러스 맥아더와는 2번째 결혼하였다가 이혼하였다.
1944년 4번째 결혼한 이후 1946년에는 장로교에 신자로 입문하여 1965년 5월 30일 심장마비로 인하여 향년 75세로 사망할 때까지 신앙 생활을 병행하였다.